# Tractat de Blois (1572)
El Tractat de Blois fou un tractat internacional signat a la ciutat de Blois el 19 d'abril de 1572 entre la reina Elisabet I d'Anglaterra i la reina vídua Caterina de Mèdici, en representació del seu fill el rei Carles IX de França. Segons el tractat el Regne de França i el Regne d'Anglaterra van aturar la seva històrica rivalitat per establir una aliança contra el Regne d'Espanya, encapçalat en aquell moment per Felip II de Castella. Per la signatura d'aquest tractat Anglaterra buscà aïllar el Regne d'Espanya i aturar una possible invasió francesa de Flandes.